# Білостоцький університет
Білостоцький державний університет (пол. Uniwersytet w Białymstoku, UwB) — головний ВНЗ міста Білосток, Польща. Заснований 18 липня 1997 року на основі філії Варшавського університету (понад 15 тис. студентів) плюс філія в місті Вільнюсі, Литва, де університет задовольняє освітні потреби польських студентів Литви. В університеті працевлаштовано 1300 осіб, з них 808 осіб — в академічній сфері.
Мова навчання і викладання — польська.

## Факультети і відділення
- Хіміко-біолог.
  - Біологія
  - Хімія
  - Охорона здоров'я
- Фізика
  - прикладна фізика
  - теоретична фізика
- Економіки
  - економіка
  - маркетинг
- Філології
- Історії та соціології
  - історія
  - соціологія
- Математики та інформатики
  - інформатика
  - математика
- Педагогічно-психолог.
  - Педагогіка
- Юридич.
  - управління
  - право
  - європеїстика